# Michael Ryder
Michael Glen Wayne Ryder (Bonavista, 31 marzo 1980) è un hockeista su ghiaccio canadese che milita dal 2013 nei New Jersey Devils in National Hockey League.

## Carriera

### Gli inizi
Michael Ryder dopo avere preso il diploma nella Hockey School a Charlottetown nelle isole Edward ha iniziato a giocare a hockey a livello agonistico nella QMJHL con gli Hull Olympiques.
Nel 1998 è stato selezionato all'8º giro con la 216ª scelta assoluta dai Montreal Canadiens.
Dopo varie esperienze nelle leghe minori, nel 2003 è approdato nella AHL prima con i Quebec Citadelles e successivamente con gli Hamilton Bulldogs dove, nella finale della Calder Cup nella gara 2, ha segnato il gol della vittoria contro gli Houston Aeros nella gara più lunga della lega che terminò con la vittoria degli Aeros.
Nei Lockout della stagione 2004-2005 è approdato in Svezia nella Hockeyallsvenskan con i Leksands IF giocando in tutto 42 partite e segnando 34 goal e 27 assist per 61 punti complessivi.

### Montreal Canadiens (2003-2008)
Nella sua stagione di debutto in NHL nel 2003, Michael ha preso parte al NHL YoungStars Game (evento per i debuttanti) e durante la stagione ha vinto il premio NHL Rookie of the Month nel mese di febbraio del 2004.
Ha chiuso la stagione come leader di tutte le matricole in punti (63), punti in powerplay, tiri e goal (25) arrivando secondo per il premio matricola dell'anno (Calder Memorial Trophy).
Nella stagione dopo i Lockout nel 2005 ha terminato con 30 goal e 55 punti totali in 81 presenze.
Il 7 aprile 2007 ha messo a segno una tripletta (hat-trick) contro i rivali dei Toronto Maple Leafs.
La stagione 2006-2007 fu chiusa nuovamente da Michael con 30 goal a segno e 58 punti complessivi.
Il 2007-2008 i Canadiens grazie anche a Ryders ottennero il 19 febbraio 2008 una rimonta storica contro i New York Rangers perché sotto di cinque goal riuscirono a ribaltare la partita vincendo per 6-5 grazie anche a 2 goal di Ryder.
Il 30 giugno 2008 il contratto di Ryders andò in scadenza e non fu rinnovato, in parte per via della stagione appena terminata con 14 goal e 17 assist (31 punti totali).

### Boston Bruins (2008-2011)

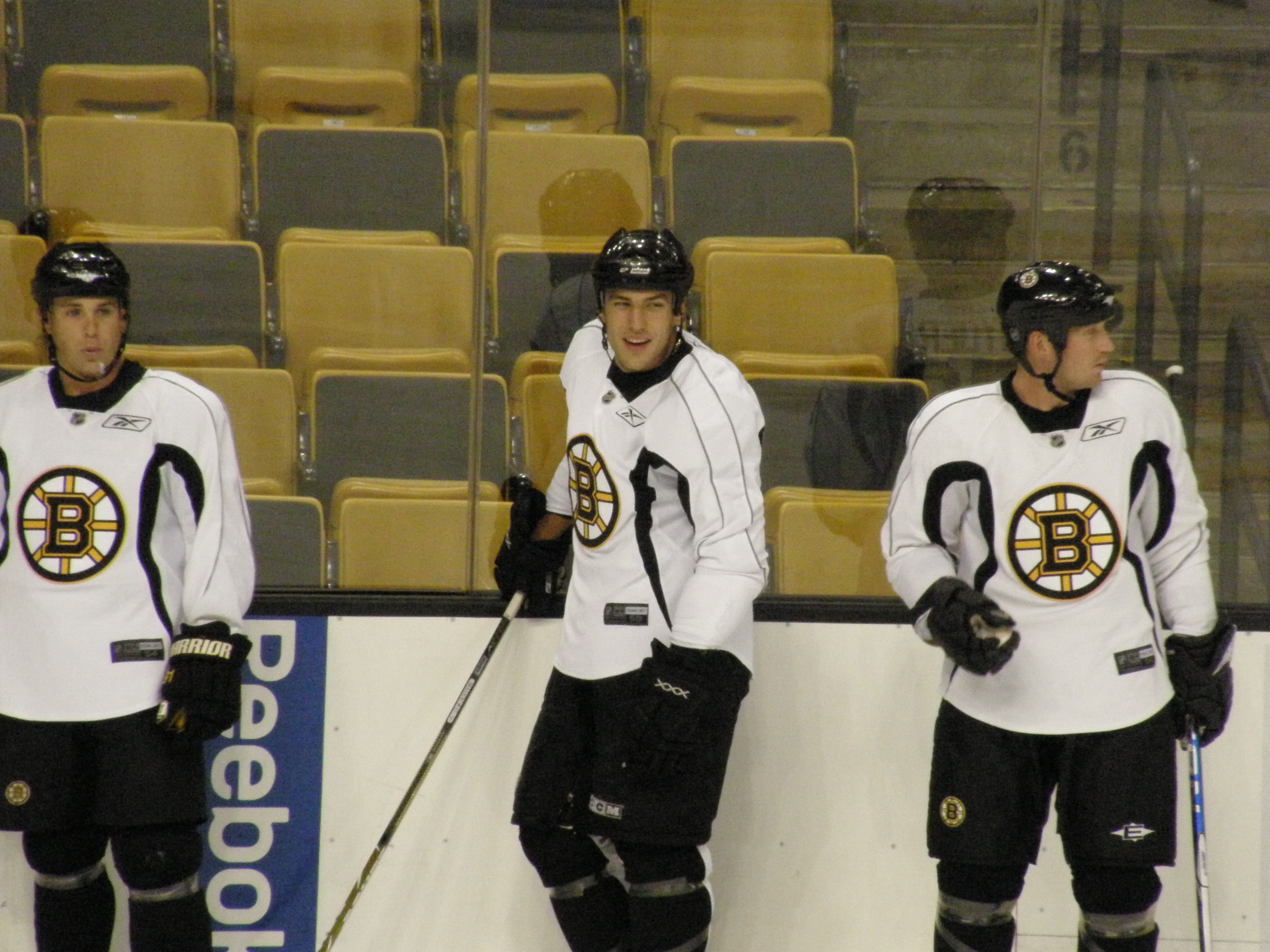
Il nuovo trio offensivo dei Bruins con Marc Savard, Milan Lucic e appunto Michael Ryder

Il 1º luglio 2008, Michael ha firmato con i Boston Bruins un contratto per 3 anni del valore di circa 4 milioni di dollari a stagione.
Tale decisione dei Bruins di mettere sotto contratto Ryder fu motivata dal fatto che il coach di Boston Claude Julien aveva avuto proprio Ryder nella propria squadra nei sei anni giocati a Montreal prima a livello Junior e poi a livello professionistico.
Il 9 ottobre 2008, nella gara iniziale della stagione, Ryder ha messo a segno il suo primo goal con la nuova squadra, nonché 100° della sua carriera in NHL, nell'incontro vinto 5-4 contro i Colorado Avalanche.
In quella stagione Michael Ryder segnò 27 goal e 53 punti totali in 74 presenze arrivando con la sua squadra prima assoluta nel tabellino dei playoff.
Al primo turno dei playoff la squadra avversaria fu proprio i Montreal Canadiens (squadra di provenienza di Michael). I Bruins vinsero la serie 4-0 e Ryder segnò 4 goal.
Successivamente Ryder segnò un altro goal nell'eliminazione dei suoi Bruins ai danni dei Carolina Hurricanes di Eric Staal e compagni.
Ryder ha vinto la sua prima e per ora unica Stanley Cup nel 2011.

### Dallas e ritorno a Montreal
Il 1º luglio 2011, Michael ha firmato un biennale con i Dallas Stars segnando il proprio record stagionale in carriera di 35 goal e 62 punti totali.
Per la stagione accorciata 2012-2013, Ryder è tornato a giocare a Montréal con i Canadiens in cambio di Erik Cole ed una scelta nel terzo round del draft 2013.

### New Jersey Devils
Il 5 luglio 2013 Ryder, lasciati i Canadiens, ha firmato un contratto biennale da 7 milioni di dollari con i New Jersey Devils.

## Statistiche carriera
| 1997–98    | Olympiques               | QMJHL      | 69  | 34  | 28  | 62  | 41  | 10 | 4  | 2  | 6  | 4  |
| 1998–99    | Hull Olympiques          | QMJHL      | 69  | 44  | 43  | 87  | 65  | 23 | 20 | 16 | 36 | 39 |
| 1999–00    | Hull Olympiques          | QMJHL      | 63  | 50  | 58  | 108 | 50  | 15 | 11 | 17 | 28 | 28 |
| 2000–01    | Tallahassee Tiger Sharks | ECHL       | 5   | 4   | 5   | 9   | 6   | —  | —  | —  | —  | —  |
| 2000–01    | Quebec Citadelles        | AHL        | 61  | 6   | 9   | 15  | 14  | —  | —  | —  | —  | —  |
| 2001–02    | Mississippi Sea Wolves   | ECHL       | 20  | 14  | 13  | 27  | 2   | —  | —  | —  | —  | —  |
| 2001–02    | Quebec Citadelles        | AHL        | 50  | 11  | 17  | 28  | 9   | 3  | 0  | 1  | 1  | 2  |
| 2002–03    | Hamilton Bulldogs        | AHL        | 69  | 34  | 33  | 67  | 43  | 23 | 6  | 11 | 17 | 8  |
| 2003–04    | Montreal Canadiens       | NHL        | 81  | 25  | 38  | 63  | 26  | 11 | 1  | 2  | 3  | 4  |
| 2004–05    | Leksands IF              | Swe.1      | 42  | 34  | 27  | 61  | 32  | —  | —  | —  | —  | —  |
| 2005–06    | Montreal Canadiens       | NHL        | 81  | 30  | 25  | 55  | 40  | 6  | 2  | 3  | 5  | 0  |
| 2006–07    | Montreal Canadiens       | NHL        | 82  | 30  | 28  | 58  | 60  | —  | —  | —  | —  | —  |
| 2007–08    | Montreal Canadiens       | NHL        | 70  | 14  | 17  | 31  | 30  | 4  | 0  | 0  | 0  | 2  |
| 2008–09    | Boston Bruins            | NHL        | 74  | 27  | 26  | 53  | 26  | 11 | 5  | 8  | 13 | 8  |
| 2009–10    | Boston Bruins            | NHL        | 82  | 18  | 15  | 33  | 35  | 13 | 4  | 1  | 5  | 2  |
| 2010–11    | Boston Bruins            | NHL        | 79  | 18  | 23  | 41  | 26  | 25 | 8  | 9  | 17 | 8  |
| 2011–12    | Dallas Stars             | NHL        | 82  | 35  | 27  | 62  | 46  | —  | —  | —  | —  | —  |
| 2012–13    | Dallas Stars             | NHL        | 19  | 6   | 8   | 14  | 8   | —  | —  | —  | —  | —  |
| Totale NHL | Totale NHL               | Totale NHL | 650 | 203 | 207 | 410 | 297 | 70 | 20 | 23 | 43 | 24 |

### Premi
- Stanley Cup 2011 con i Boston Bruins
- Rookie del mese 02/2004